# Кантария, Гиорги
Гио́рги Канта́рия (груз. გიორგი ქანთარია; род. 28 апреля 1997, Зугдиди) — грузинский футболист, защитник и полузащитник российского «Сокола».

## Клубная карьера
Футболом начал заниматься в школе клуба «Зугдиди». Первыми тренерами были Отар Дзаламидзе и Мамука Чачуа. В 14 лет перебрался в академию тбилисского «Динамо». В составе юношеской команды клуба в сезоне 2013/2014 годов занял второе место, а в сезоне 2014/2015 стал чемпионом страны среди юношей.
В 2015 году вернулся в «Зугдиди», выступающем в высшем дивизионе Грузии. Дебютировал в составе команды в чемпионате 14 августа в гостевом поединке с батумским «Динамо». Кантария вышел на поле на 41-й минуте вместо Ники Нармания и уже через минуту получил жёлтую карточку. По результатам сезона 2016 года «Зугдиди» занял последнее место в турнирной таблице и вылетел во вторую лигу.
В начале 2017 года он в качестве свободного агента проходил просмотр в гродненском «Немане», по результатам которого 29 марта подписал контракт с командой. Из-за кадрового дефицита защитников, связанного со множеством травм, Кантария смог закрепиться в основном составе клуба. 2 апреля Гиорги вышел в стартовом составе «Немана» на матч первого тура со «Славией», тем самым дебютировав в Высшей лиге Белоруссии. В первых двух сезонах принял участие в 45 матчах чемпионата. 29 марта 2019 года в игре с «Гомелем» забил свой первый мяч в профессиональной карьере, отличившись на 23-й минуте встречи, что позволило его команде одержать победу. Также в конце первого тайма он забил мяч в свои ворота. По окончании контракта в декабре 2021 года покинул гродненский клуб. Кантария за игру в «Немане» вышел на поле 116 раз, отличился 2 голами и 4 результативными передачами.
В начале 2022 года перешёл в клуб высшей лиги Грузии «Телави».
В июле 2022 года перешёл в азербайджанский клуб «Кяпаз».
23 июня 2024 года «Шамахы» объявил, что подписал однолетний контракт с Кантарией. 10 декабря 2024 года клуб объявил о расторжении его контракта.
13 февраля 2025 года подписал контракт с клубом Первой лиги России «Сокол».

## Карьера в сборной
В составе молодёжной сборной Грузии принимал участие в отборочных матчах к чемпионату Европы 2019 года.

## Статистика выступлений

### Клубная статистика
| Выступление      | Выступление      | Выступление      | Лига | Лига | Кубки | Кубки | Конт. кубки | Конт. кубки | Итого | Итого |
| Клуб             | Лига             | Сезон            | Игры | Голы | Игры  | Голы  | Игры        | Голы        | Игры  | Голы  |
| ---------------- | ---------------- | ---------------- | ---- | ---- | ----- | ----- | ----------- | ----------- | ----- | ----- |
| Зугдиди          | Умаглеси лига    | 2015/16          | 19   | 0    | 4     | 0     | 0           | 0           | 23    | 0     |
| Зугдиди          | Умаглеси лига    | 2016             | 6    | 0    | 0     | 0     | 0           | 0           | 6     | 0     |
| Зугдиди          | Итого            | Итого            | 25   | 0    | 4     | 0     | 0           | 0           | 29    | 0     |
| Неман            | Высшая лига      | 2017             | 23   | 0    | 1     | 0     | 0           | 0           | 24    | 0     |
| Неман            | Высшая лига      | 2018             | 22   | 0    | 2     | 0     | 0           | 0           | 24    | 0     |
| Неман            | Высшая лига      | 2019             | 21   | 1    | 0     | 0     | 0           | 0           | 21    | 1     |
| Неман            | Высшая лига      | 2020             | 6    | 1    | 0     | 0     | 0           | 0           | 6     | 1     |
| Неман            | Итого            | Итого            | 72   | 2    | 3     | 0     | 0           | 0           | 75    | 2     |
| Всего за карьеру | Всего за карьеру | Всего за карьеру | 97   | 2    | 7     | 0     | 0           | 0           | 104   | 2     |